# Solberg Sportsklubb

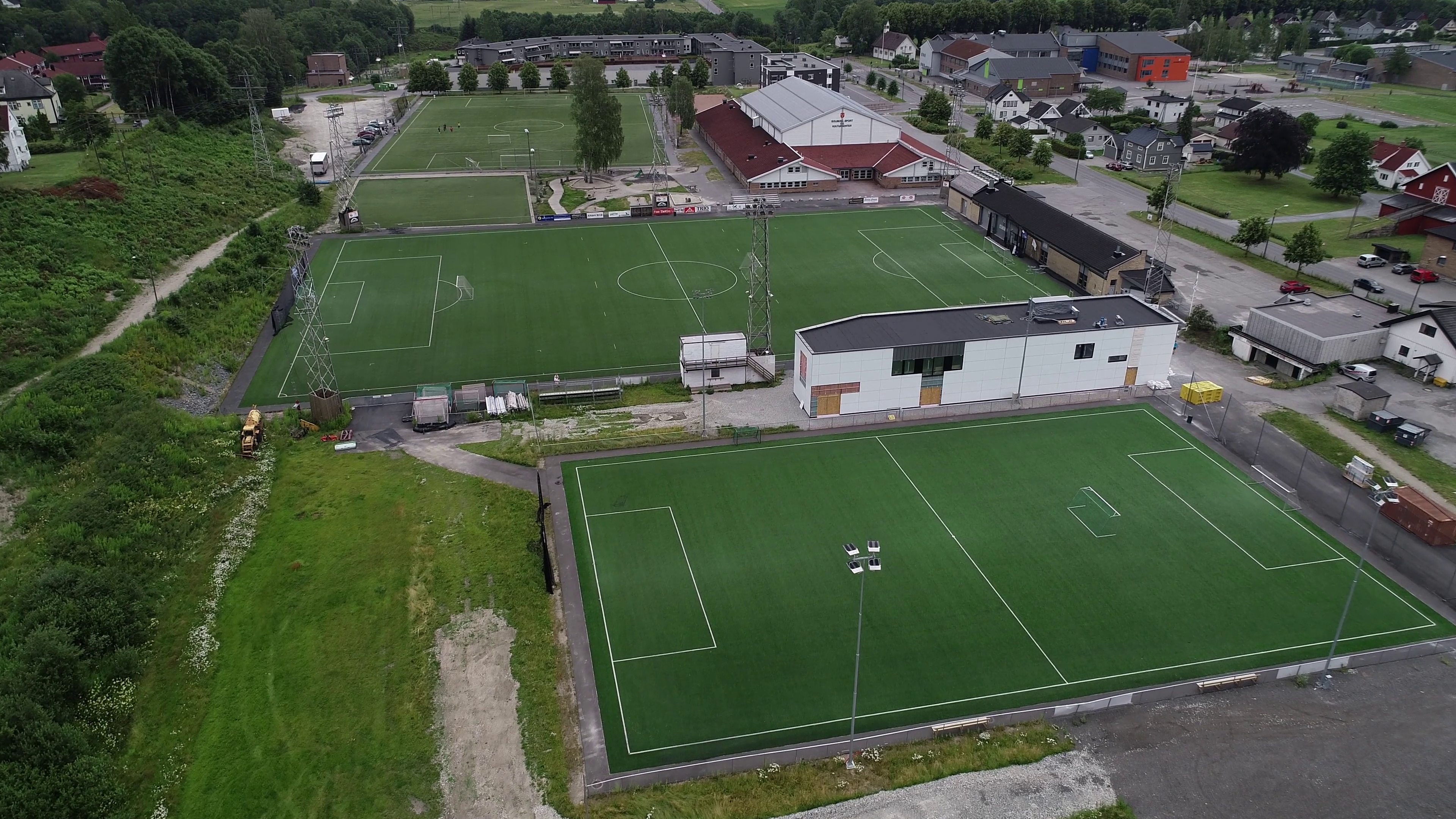
Sede squadra

Il Solberg Sportsklubb è una società calcistica norvegese con sede nella città di Solbergelva. Milita nella 3. divisjon, quarto livello del campionato norvegese. Il club militò nella Norgesserien 1939-1940, all'epoca massima divisione.

## Palmarès

### Altri piazzamenti
- Coppa di Norvegia:

Finalista: 1952